# Prefektura Fukuoka
Fukuoka (japonsko Fukuoka-ken 福岡県) je prefektura na japonskem otoku Kyūshū. Glavno mesto prefekture je mesto Fukuoka (japonsko Fukuoka-shi 福岡市).

Avtomobilska in polprevodniška industrija ter industrija jekla so tri pomembnejše industrijske panoge tega območja.

## Mesta
Prefektura zajema 28 mest. Večja mesta predstavljajo pomembnejše industrijske centre Japonske.
| - Asakura - Buzen - Chikugo - Chikushino - Dazaifu - Fukuoka (glavno mesto) - Fukutsu - Iizuka - Itoshima - Kama | - Kasuga - Kitakyūshū - Koga - Kurume - Miyama - Miyawaka - Munakata - Nakama - Nōgata - Ogōri | - Ōkawa - Ōmuta - Ōnojō - Tagawa - Ukiha - Yame - Yanagawa - Yukuhashi |